# قلعه هرمز
قلعه هرمز (به پرتغالی: Forte de Nossa Senhora da Conceição) واقع در جزیره هرمز در استان هرمزگان واقع در جنوب ایران است.

## موقعیت قلعه و نوع بنا

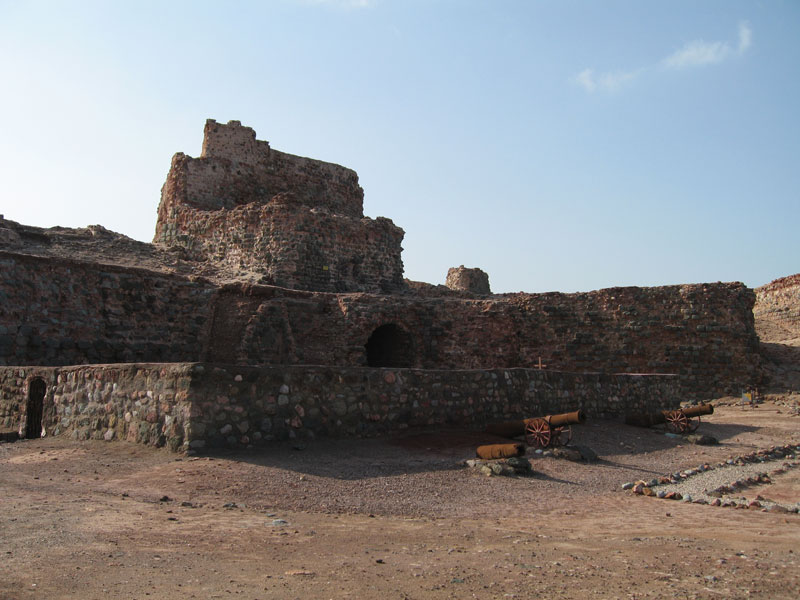
ویرانه‌های قلعه قدیمی پرتغال

این قلعه که در ضلع شمالی جزیره هرمز و در ساحل دریا قرار دارد، مهم‌ترین قلعه باقی‌مانده از روزگار تسلط پرتغالی‌ها بر سواحل و جزایر خلیج‌فارس است. این قلعه به فرمان آلفونسو آلبوکرک دریانورد پرتغالی در سال ۱۵۰۷ میلادی، در محلی موسوم به مورنا احداث شد.
ارتفاع دیوار قلعه ۱۴ متر است و بنای قلعه به شکل چند ضلعی نامنظم است. ساختمان آن بسیار محکم است و دیوارهایی به قطر ۵/۳ متر با چند برج به ارتفاع ۱۲ متر دارد. تأسیسات قلعه شامل انبارهای تسلیحات، آب‌انبار (برکه) و اتاق‌هایی باسقف هلالی است. در زمان شاه عباس که استعمار پرتغالی‌ها درایران خاتمه داده شد، این قلعه به دست امام‌قلی‌خان از سرداران شاه عباس فتح گردید.
علاوه بر قلعه‌های مذکور، آثار و بقایای قلعه‌های شهرهای میناب و جاسک نیز از بقایای سایر قلعه‌های استان است.
مرداد ماه ۱۳۹۹ انتشار تصاویر مرمت قلعه پرتغالی‌ها در جزیر هرمز، نه تنها باعث حیرت و نگرانی فعالان میراث فرهنگی شد، بلکه مردم عادی را هم از این شیوه مرمت و بازسازی بهت زده کرده است. یاسین قاسمی بجد نویسنده و پژوهشگر ساکن هرمزگان نیز در نامه‌ای به مونسان، وزیر میراث فرهنگی، صنایع دستی و گردشگری، خواستار جلوگیری از تخریب قلعه پرتغالی‌ها شد.

## نگارخانه

توپ‌های قلعه
توپ‌های قلعه
بقایای قلعه
کلیسای قلعه
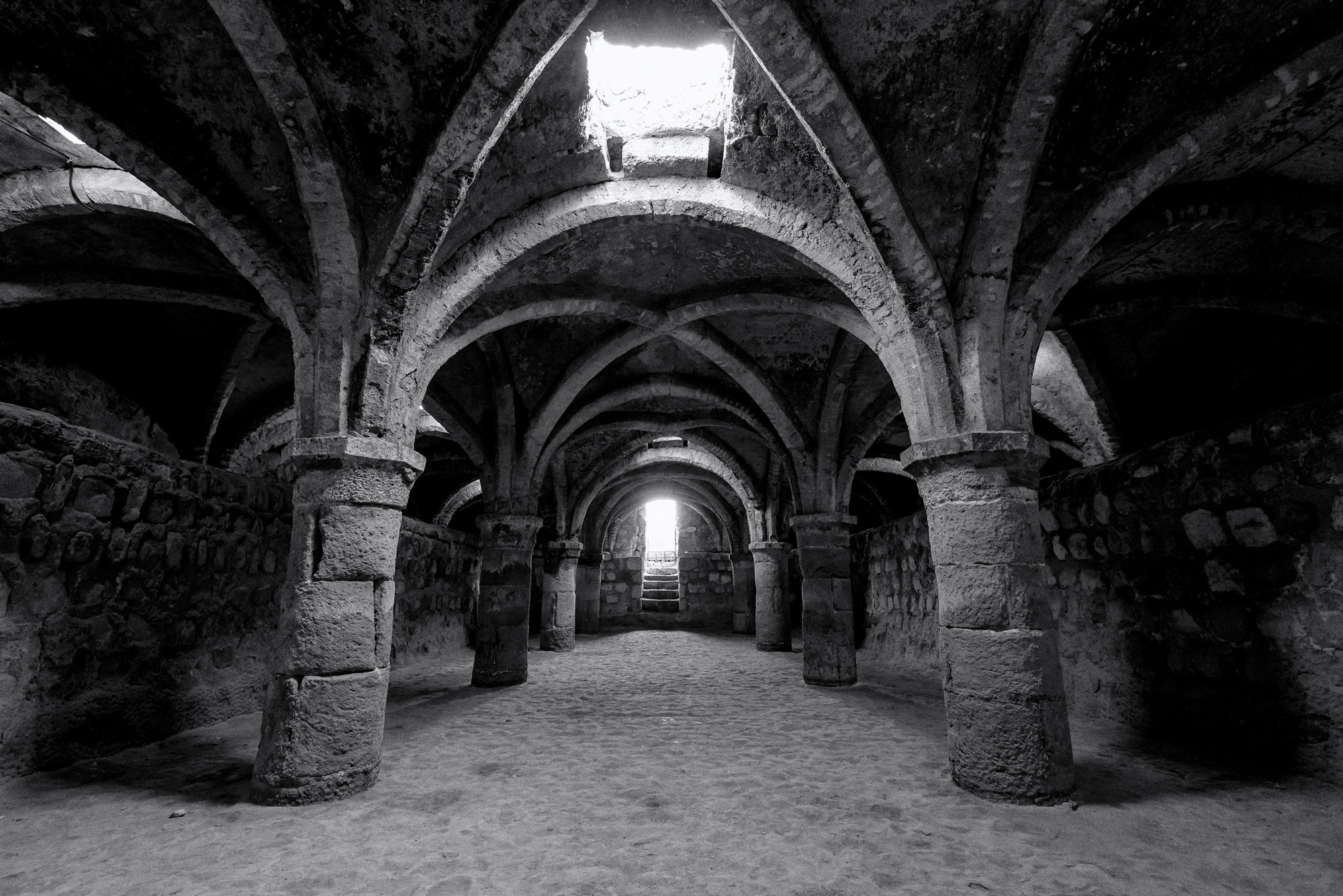
کلیسای قلعه هرمز